# Phare de Punta del Picacho
Pour les articles homonymes, voir Picacho.
Le phare de Punta del Picacho (ou phare de Mazagón) est un phare situé à Moguer, dans la province de Huelva en Andalousie (Espagne). Il marque l'entrée vers le port de Huelva.
Il est géré par l'autorité portuaire du port de Huelva.

## Histoire
Ce phare a été construit en 1884 à Mazagón dans la commune de Moguer sur la Punta del Picacho dont il prend aussi le nom. C'est une tour octogonale de 25 m de haut, avec double-galerie et lanterne, attenante à une grande maison de gardiens d'un seul étage. Cette station est érigée à 600 m de la mer. Le bâtiment est peint en blanc avec des parements ocres. Le dôme de la lanterne est gris métallique est contient un système optique de lentille de Fresnel de 3e ordre datant de 1889. Il émet six flashs blancs (2+4) toutes les 30 secondes. Ce phare historique, placé sur le côté est de la rivière Odiel (en), marque le passage vers le port de Huelva. Il a été électrifié en 1949 et il est maintenant alimenté par des panneaux photovoltaïques.
Identifiant : ARLHS : SPA-185 ; ES-08700 - Amirauté : D2320 - NGA : 3844 .
|          |
| Le phare |

### Lien connexe
- Liste des phares d'Espagne